# Wydział Animacji i Intermediów Uniwersytetu Artystycznego im. Magdaleny Abakanowicz w Poznaniu
Wydział Animacji i Intermediów Uniwersytetu Artystycznego im. Magdaleny Abakanowicz w Poznaniu – jeden z dziesięciu wydziałów Uniwersytetu Artystycznego im. Magdaleny Abakanowicz w Poznaniu. Jego siedziba znajduje się przy Al. Marcinkowskiego 29 w Poznaniu. Powstał w 1997 r.

## Struktura
Katedra Intermediów:
- Pracownia Intermediów I
- Pracownia Intermediów II
- Pracownia Intermediów III
- Pracownia Intermediów IV
- Pracownia Filmu Eksperymentalnego I
- Pracownia Filmu Eksperymentalnego II
- Pracownia Filmu Eksperymentalnego III
- Pracownia Filmu Eksperymentalnego IV
- Pracownia gościnna

Katedra Animacji:
- I Pracownia Animacji
- II Pracownia Animacji
- III Pracownia Animacji
- IV Pracownia Animacji
- Pracownia Warstwy Audytywnej
- Pracownia Grafiki Filmowej
- Pracownia Semiotyki Wizualnej

## Kierunki studiów
- Intermedia
- Intermedia (Film eksperymentalny)
- Animacja

## Władze
Dziekan: prof. dr hab. Sławomir Sobczak
Prodziekan: dr hab. Miłosz Margański, prof. UAP